# Olivier Monterrubio
Olivier Monterrubio (* 8. August 1976 in Gaillac) ist ein ehemaliger französischer Fußballspieler.
Monterrubio begann seine Profikarriere 1996 beim FC Nantes. In fünf Saisons erzielte er dort als Mittelfeldspieler 23 Tore. Im Jahr 2001 wechselte er zu Stade Rennes (183 Spiele, 34 Tore). In der Winterpause der Saison 2006/07 wechselte er zu RC Lens. Ab 2008 spielte er für den FC Sion. Nach nur einer Saison, in der er mit dem FC Sion den Cupsieg feiern konnte, wechselte er zurück nach Frankreich zum FC Lorient, wo er 2011 seine Karriere beendete.
In seiner Zeit bei Stade Rennes wurde er mehrfach bester Passgeber der Ligue 1. Zusammen mit dem Schweizer Alexander Frei bildete er damals eines der torgefährlichsten Angriffsduos.